# Чаришели (Терамо)
Чаришели (итал. Ciariscelli) је насеље у Италији у округу Терамо, региону Абруцо.
Према процени из 2011. у насељу је живело 21 становника. Насеље се налази на надморској висини од 433 м.